# Formel 1-VM 1972
Formel 1-VM 1972 hade 12 deltävlingar som kördes under perioden 23 januari-8 oktober. Förarmästerskapet vanns av brasilianen Emerson Fittipaldi och konstruktörsmästerskapet av Lotus-Ford.

## Vinnare
- Förare:  Emerson Fittipaldi, Brasilien, Lotus-Ford
- Konstruktör:  Lotus-Ford, Storbritannien

## Grand Prix 1972
| Grand Prix                 | Datum        | Bana             | Vinnande förare! Vinnande stall | Vinnande tillverkare |              |   |
| -------------------------- | ------------ | ---------------- | ------------------------------- | -------------------- | ------------ | - |
| Argentinas Grand Prix      | 23 januari   | Buenos Aires     | Jackie Stewart                  | Tyrrell              | Tyrrell-Ford | * |
| Sydafrikas Grand Prix      | 4 mars       | Kyalami          | Denny Hulme                     | McLaren              | McLaren-Ford | * |
| Spaniens Grand Prix        | 1 maj        | Jarama           | Emerson Fittipaldi              | Lotus                | Lotus-Ford   | * |
| Monacos Grand Prix         | 14 maj       | Monte Carlo      | Jean-Pierre Beltoise            | BRM                  |              | * |
| Belgiens Grand Prix        | 4 juni       | Nivelles-Baulers | Emerson Fittipaldi              | Lotus                | Lotus-Ford   | * |
| Frankrikes Grand Prix      | 2 juli       | Charade          | Jackie Stewart                  | Tyrrell              | Tyrrell-Ford | * |
| Storbritanniens Grand Prix | 15 juli      | Brands Hatch     | Emerson Fittipaldi              | Lotus                | Lotus-Ford   | * |
| Tysklands Grand Prix       | 30 juli      | Nürburgring      | Jacky Ickx                      | Ferrari              |              | * |
| Österrikes Grand Prix      | 13 augusti   | Österreichring   | Emerson Fittipaldi              | Lotus                | Lotus-Ford   | * |
| Italiens Grand Prix        | 10 september | Monza            | Emerson Fittipaldi              | World Wide Racing    | Lotus-Ford   | * |
| Kanadas Grand Prix         | 24 september | Mosport Park     | Jackie Stewart                  | Tyrrell              | Tyrrell-Ford | * |
| USA:s Grand Prix           | 8 oktober    | Watkins Glen     | Jackie Stewart                  | Tyrrell              | Tyrrell-Ford | * |

## Grand Prix utanför VM 1972
| Grand Prix /Race                  | Datum      | Bana         | Vinnande förare! Vinnande stall | Vinnande tillverkare |              |
| --------------------------------- | ---------- | ------------ | ------------------------------- | -------------------- | ------------ |
| Race of Champions                 | 19 mars    | Brands Hatch | Emerson Fittipaldi              | Lotus                | Lotus-Ford   |
| Brasiliens Grand Prix             | 30 mars    | Interlagos   | Carlos Reutemann                | Brabham              | Brabham-Ford |
| BRDC International Trophy         | 23 april   | Silverstone  | Emerson Fittipaldi              | Lotus                | Lotus-Ford   |
| International Gold Cup            | 29 maj     | Oulton Park  | Denny Hulme                     | McLaren              | McLaren-Ford |
| Italienska republikens Grand Prix | 18 juni    | Vallelunga   | Emerson Fittipaldi              | Lotus                | Lotus-Ford   |
| Victory Race                      | 22 oktober | Brands Hatch | Jean-Pierre Beltoise            | BRM                  |              |

## Stall, nummer och förare 1972
| Stall/Tillverkare                     | Nummer                                     | Förare                          |
| ------------------------------------- | ------------------------------------------ | ------------------------------- |
| Brabham-Ford                          | 1, 7, 11, 16, 17, 18, 19, 20, 26, 28       | Graham Hill, Storbritannien     |
| Brabham-Ford                          | 2, 8, 12, 17, 19, 20, 27, 29, 30           | Carlos Reutemann, Argentina     |
| Brabham-Ford                          | 9, 18, 19, 21, 22, 26, 28, 29, 30          | Wilson Fittipaldi, Brasilien    |
| BRM                                   | 3, 9, 15, 16, 17, 19, 22, 23, 25           | Howden Ganley, Nya Zeeland      |
| BRM                                   | 4, 10, 18, 24, 28                          | Reine Wisell, Sverige           |
| BRM                                   | 5, 6, 8, 11, 12, 14, 16, 18, 22, 23, 24    | Peter Gethin, Storbritannien    |
| BRM                                   | 6, 28                                      | Alex Soler-Roig, Spanien        |
| BRM                                   | 7, 24, 25, 26, 27                          | Helmut Marko, Österrike         |
| BRM                                   | 5, 6, 7, 10, 11, 14, 17, 19, 21, 23        | Jean-Pierre Beltoise, Frankrike |
| BRM                                   | 14                                         | Jackie Oliver, Storbritannien   |
| BRM                                   | 15                                         | Brian Redman, Storbritannien    |
| BRM                                   | 17                                         | Bill Brack, Kanada              |
| BRM                                   | 26                                         | Vern Schuppan, Australien       |
| Champcarr Inc. (Surtees-Ford)         | 34                                         | Sam Posey, USA                  |
| Clarke-Mordaunt-Guthrie (March-Ford)  | 3, 5, 6, 14, 15, 16, 23, 27, 28, 31        | Mike Beuttler, Storbritannien   |
| Clarke-Mordaunt-Guthrie (March-Ford)  | 4                                          | Niki Lauda, Österrike           |
| Connew-Ford                           | 29, 34                                     | François Migault, Frankrike     |
| Eifelland-Ford                        | 6, 10, 16, 22, 25, 27, 33                  | Rolf Stommelen, Tyskland        |
| Ferrari                               | 3, 4, 5, 6, 7, 8, 10, 18, 29               | Jacky Ickx, Belgien             |
| Ferrari                               | 5, 6, 7, 8, 9, 11, 19, 30                  | Clay Regazzoni, Schweiz         |
| Ferrari                               | 3, 7, 9 10                                 | Mario Andretti, USA             |
| Ferrari                               | 30                                         | Nanni Galli, Italien            |
| Ferrari                               | 6, 19                                      | Arturo Merzario, Italien        |
| Gene Mason (March-Ford)               | 33                                         | Skip Barber, USA                |
| Lotus-Ford                            | 1, 2, 5, 8, 10, 11, 31, 32                 | Emerson Fittipaldi, Brasilien   |
| Lotus-Ford                            | 6, 9, 11, 12, 21, 25, 33                   | Dave Walker, Australien         |
| Lotus-Ford                            | 6, 12                                      | Reine Wisell, Sverige           |
| March-Ford                            | 2, 3, 4, 5, 10, 11, 12, 14, 19, 25         | Ronnie Peterson, Sverige        |
| March-Ford                            | 4, 5, 12, 14, 15, 18, 23, 24, 26           | Niki Lauda, Österrike           |
| Matra                                 | 4, 5, 8, 9, 10, 15, 16, 17, 18, 20         | Chris Amon, Nya Zeeland         |
| McLaren-Ford                          | 2, 3, 9, 11, 12, 14, 17, 18, 19            | Denny Hulme, Nya Zeeland        |
| McLaren-Ford                          | 10, 14,15, 18, 19, 20                      | Peter Revson, USA               |
| McLaren-Ford                          | 5, 11, 15                                  | Brian Redman, Storbritannien    |
| McLaren-Ford                          | 21                                         | Jody Scheckter, Sydafrika       |
| Scuderia Scribante (Lotus-Ford)       | 26, 29                                     | Dave Charlton, Sydafrika        |
| Surtees-Ford                          | 8, 10, 12, 15, 16, 19, 22, 24, 27, 35      | Tim Schenken, Australien        |
| Surtees-Ford                          | 9, 11, 12, 16, 18, 20, 23, 25, 26, 36, 28  | Andrea de Adamich, Italien      |
| Surtees-Ford                          | 10, 11, 14, 15, 17, 21, 23, 25, 26, 34     | Mike Hailwood, Storbritannien   |
| Surtees-Ford                          | 7, 24                                      | John Surtees, Storbritannien    |
| Team Gunston (Surtees-Ford)           | 27                                         | John Love, Rhodesia             |
| Team Gunston (Surtees-Ford)           | 27, 28                                     | William Ferguson, Sydafrika     |
| Tecno                                 | 11, 15, 22, 30                             | Nanni Galli, Italien            |
| Tecno                                 | 12, 21, 27, 31                             | Derek Bell, Storbritannien      |
| Tyrrell-Ford                          | 1, 4, 21                                   | Jackie Stewart, Storbritannien  |
| Tyrrell-Ford                          | 2, 3, 7, 8, 22                             | François Cévert, Frankrike      |
| Tyrrell-Ford                          | 3, 8                                       | Patrick Depailler, Frankrike    |
| Williams (March-Ford & Politoys-Ford) | 14, 15, 16, 20, 21, 22, 23, 24, 25, 26, 28 | Henri Pescarolo, Frankrike      |
| Williams (March-Ford & Politoys-Ford) | 16, 17, 21, 22, 23, 25, 26, 27, 29         | Carlos Pace, Brasilien          |
| World Wide Racing (Lotus-Ford)        | 6                                          | Emerson Fittipaldi, Brasilien   |

## Slutställning förare 1972
| Placering | Förare! Stall        | Konstruktör | Poäng        |    |
| --------- | -------------------- | ----------- | ------------ | -- |
| 1         | Emerson Fittipaldi   | Lotus       | Lotus-Ford   | 61 |
| 2         | Jackie Stewart       | Tyrrell     | Tyrrell-Ford | 45 |
| 3         | Denny Hulme          | McLaren     | McLaren-Ford | 39 |
| 4         | Jacky Ickx           | Ferrari     |              | 27 |
| 5         | Peter Revson         | McLaren     | McLaren-Ford | 23 |
| 6         | François Cévert      | Tyrrell     | Tyrrell-Ford | 15 |
| 7         | Clay Regazzoni       | Ferrari     |              | 15 |
| 8         | Mike Hailwood        | Surtees     | Surtees-Ford | 13 |
| 9         | Ronnie Peterson      | March       | March-Ford   | 12 |
| 10        | Chris Amon           | Matra       |              | 12 |
| 11        | Jean-Pierre Beltoise | BRM         |              | 9  |
| 12        | Mario Andretti       | Ferrari     |              | 4  |
| 13        | Howden Ganley        | BRM         |              | 4  |
| 14        | Brian Redman         | McLaren     | McLaren-Ford | 4  |
| 15        | Graham Hill          | Brabham     | Brabham-Ford | 4  |
| 16        | Carlos Reutemann     | Brabham     | Brabham-Ford | 3  |
| 17        | Andrea de Adamich    | Surtees     | Surtees-Ford | 3  |
| 18        | Carlos Pace          | Williams    | March-Ford   | 3  |
| 19        | Tim Schenken         | Surtees     | Surtees-Ford | 2  |
| 20        | Arturo Merzario      | Ferrari     |              | 1  |
| 21        | Peter Gethin         | BRM         |              | 1  |

## Slutställning konstruktörer 1972
| Placering | Konstruktör    | Poäng |
| --------- | -------------- | ----- |
| 1         | Lotus-Ford     | 61    |
| 2         | Tyrrell-Ford   | 51    |
| 3         | McLaren-Ford   | 47    |
| 4         | Ferrari        | 33    |
| 5         | Surtees-Ford   | 18    |
| 6         | March-Ford     | 15    |
| 7         | BRM            | 14    |
| 8         | Matra          | 12    |
| 9         | Brabham-Ford   | 7     |
| 10        | Tecno          | 0     |
| =         | Connew-Ford    | 0     |
| =         | Politoys-Ford  | 0     |
| =         | Eifelland-Ford | 0     |